# Jelenec (szczyt)
Jelenec (1129 m) – szczyt w „turczańskiej” części Wielkiej Fatry na Słowacji. Wznosi się w północno-zachodnim grzbiecie szczytu Drienok (1268 m).  Północno-wschodnie stoki Jelenca opadają do Doliny Blatnickiej. Na Jelencu grzbiet Drienoka rozgałęzia się na kilka odnóg, opadających ku północy i zachodowi. Pomiędzy stoki Drienoka i północną odnogę Jelenca wcina się Buková dolina będąca odgałęzieniem doliny Blatnickiej, pozostałe dolinki opadają ku Kotlinie Turczańskiej. Największa z nich to dolinka Pod Rakytovom. Południowe stoki Jelenca i jego południowo-zachodnia odnoga tworzą zbocza doliny Do Lúčok. 
Jelenec zbudowany jest ze skał wapiennych. Jest porośnięty lasem z licznymi skalnymi odsłonięciami. Znajduje się na obszarze Parku Narodowego Wielka Fatra i nie prowadzi przez niego żaden szlak turystyczny. 